# Доле при Шкофљици
Доле при Шкофљици (словен. Dole pri Škofljici) је насељено место у општини Шкофљица, Средњесловенска регија, Словенија.

## Историја
До територијалне реорганизације у Словенији било је у саставу града Љубљане, односно старе општине Вич–Рудник.

## Становништво
У попису становништва из 2011. године, Доле при Шкофљици је имало 45 становника.
| Број становника према пописима | Број становника према пописима | Број становника према пописима |
| ------------------------------ | ------------------------------ | ------------------------------ |
| 1991                           | 2002                           | 2011                           |
| 26                             | 41                             | 45                             |

Напомена: До 1955. исказивано под именом Доле.